# Буассе (Эн)
Буассе́ (фр. Boissey) — коммуна во Франции, находится в регионе Рона — Альпы. Департамент — Эн. Входит в состав кантона Пон-де-Во. Округ коммуны — Бурк-ан-Брес.
Код INSEE коммуны — 01050.

## География
Коммуна расположена приблизительно в 340 км к юго-востоку от Парижа, в 70 км севернее Лиона, в 27 км к северо-западу от Бурк-ан-Бреса.

## Климат
Климат полуконтинентальный с холодной зимой и тёплым летом. Дожди бывают нечасто, в основном летом.

## Население
Население коммуны на 2010 год составляло 288 человек.
| 1962 | 1968 | 1975 | 1982 | 1990 | 1999 | 2010 |
| ---- | ---- | ---- | ---- | ---- | ---- | ---- |
| 256  | 238  | 219  | 207  | 206  | 202  | 288  |

## Администрация
| Период | Период | Фамилия        | Партия | Примечания |
| ------ | ------ | -------------- | ------ | ---------- |
| 2001   | 2008   | Марсель Жуанен |        |            |
| 2008   | 2020   | Андре Тирро    |        |            |

## Экономика
В 2010 году среди 169 человек трудоспособного возраста (15—64 лет) 131 были экономически активными, 38 — неактивными (показатель активности — 77,5 %, в 1999 году было 66,1 %). Из 131 активных жителей работали 123 человека (68 мужчин и 55 женщин), безработных было 8 (5 мужчин и 3 женщины). Среди 38 неактивных 12 человек были учениками или студентами, 12 — пенсионерами, 14 были неактивными по другим причинам.

## Достопримечательности
- Церковь Св. Франциска Ассизского (1855 год). Исторический памятник с 1996 года[4]
- Ферма Лейя. Исторический памятник с 1936 года[5]

## Фотогалерея

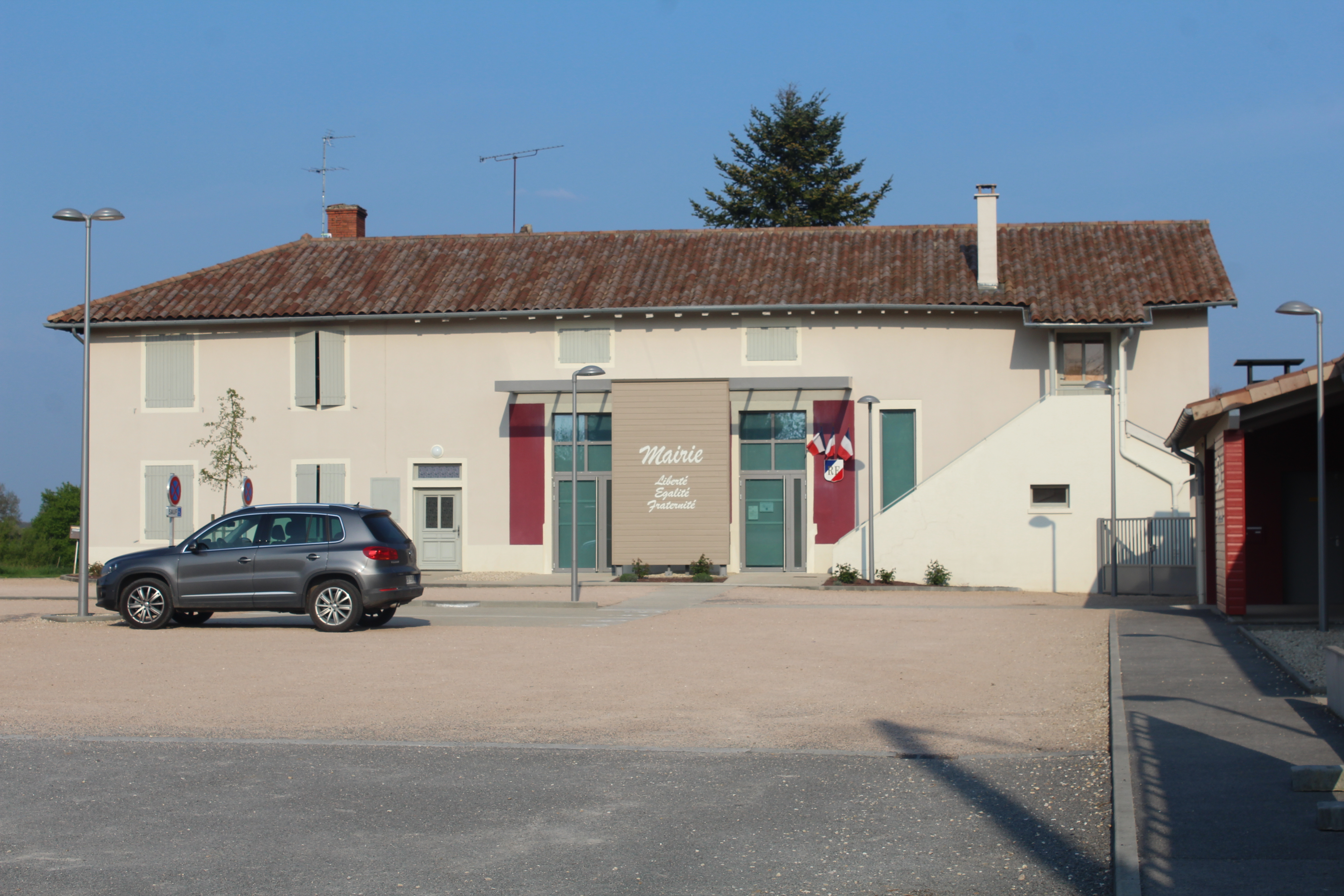
Мэрия
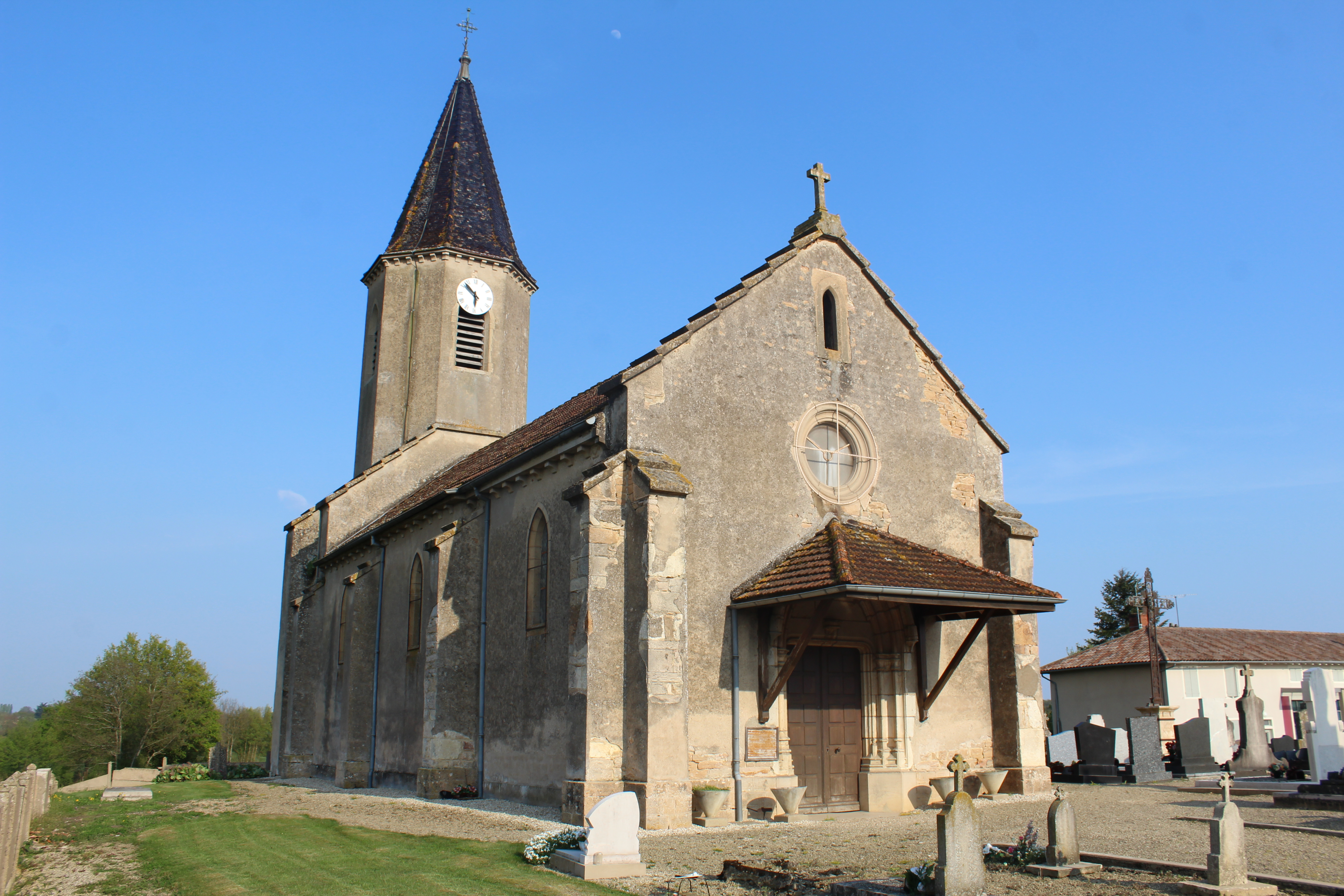
Церковь
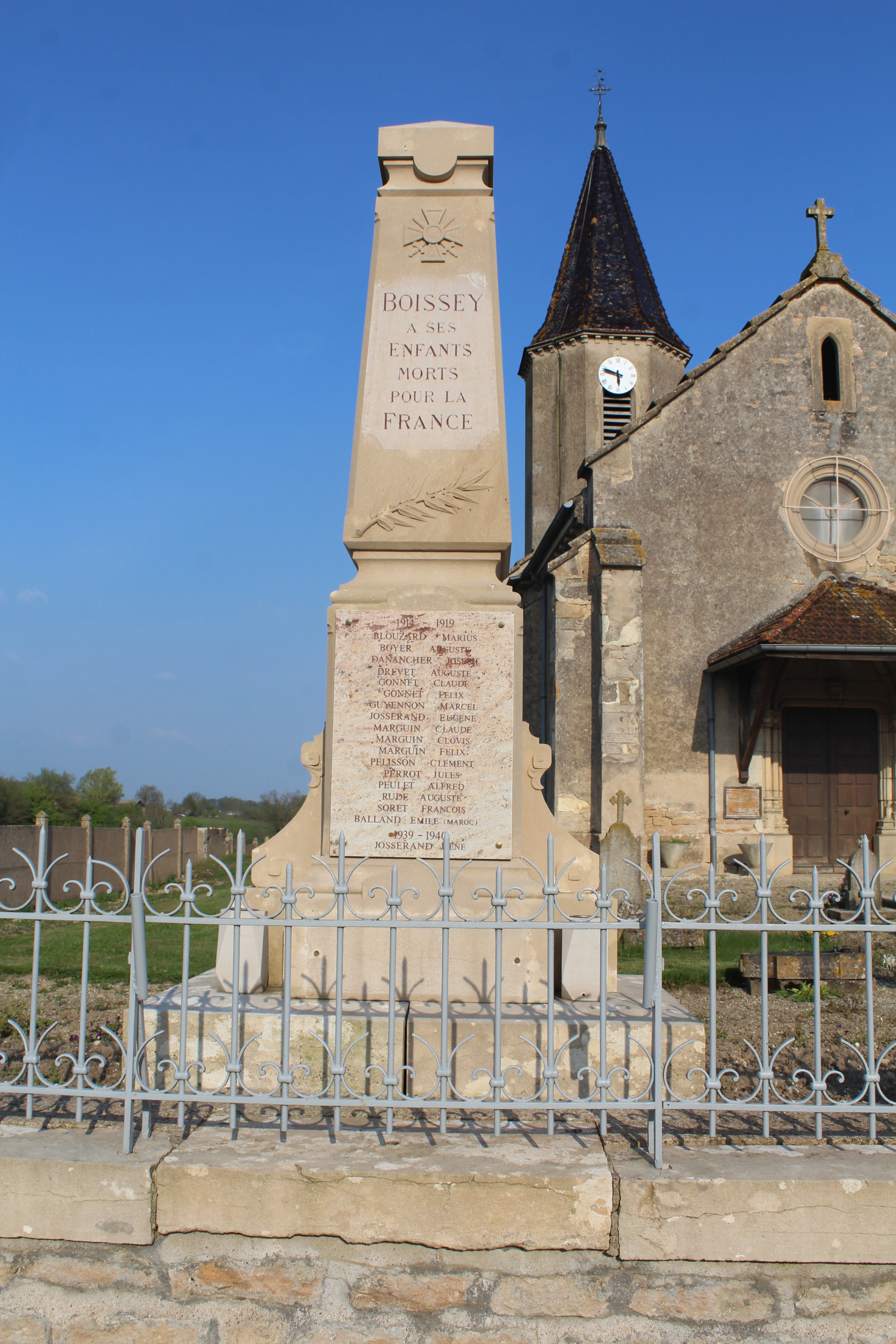
Военный мемориал
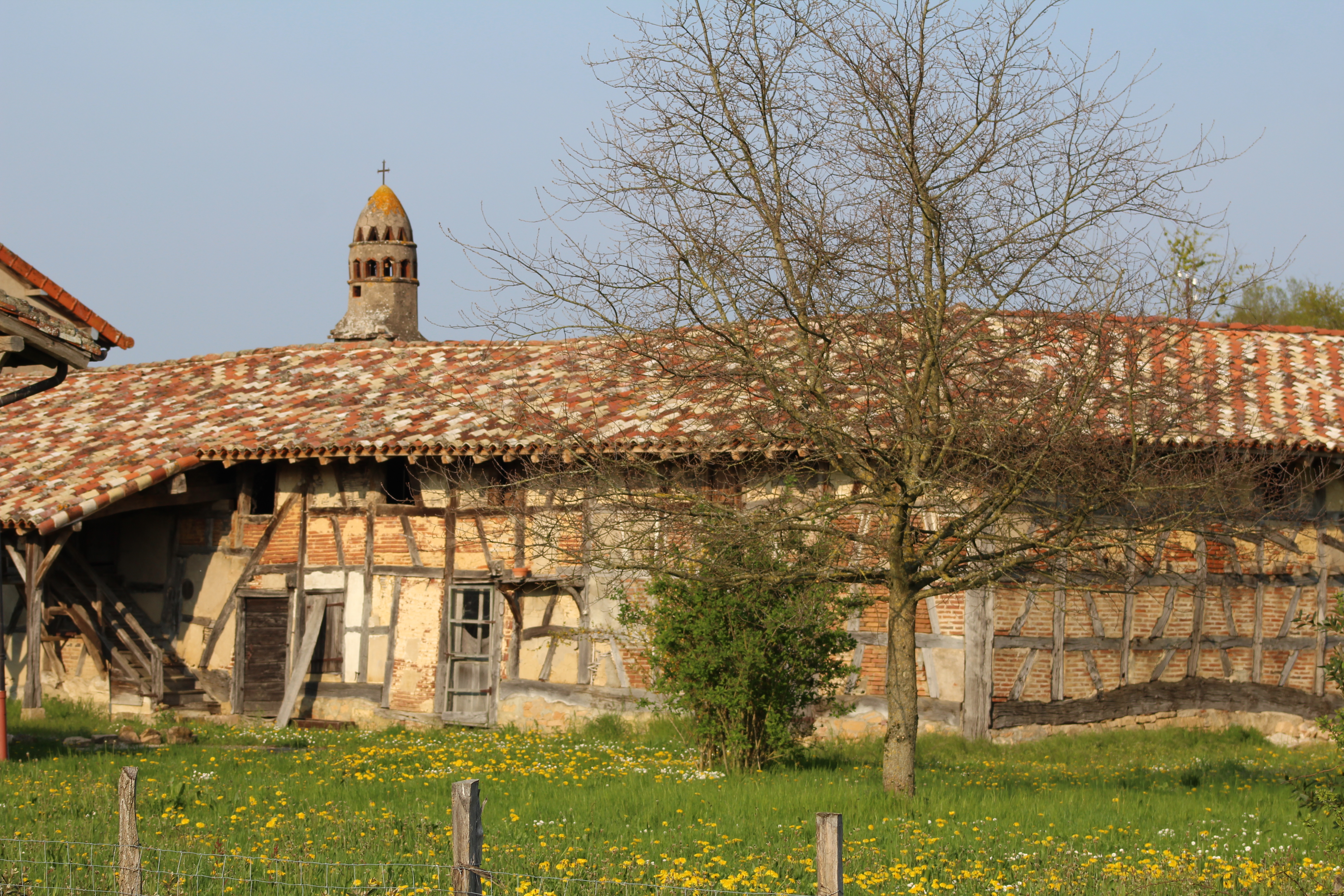
Ферма Лейя
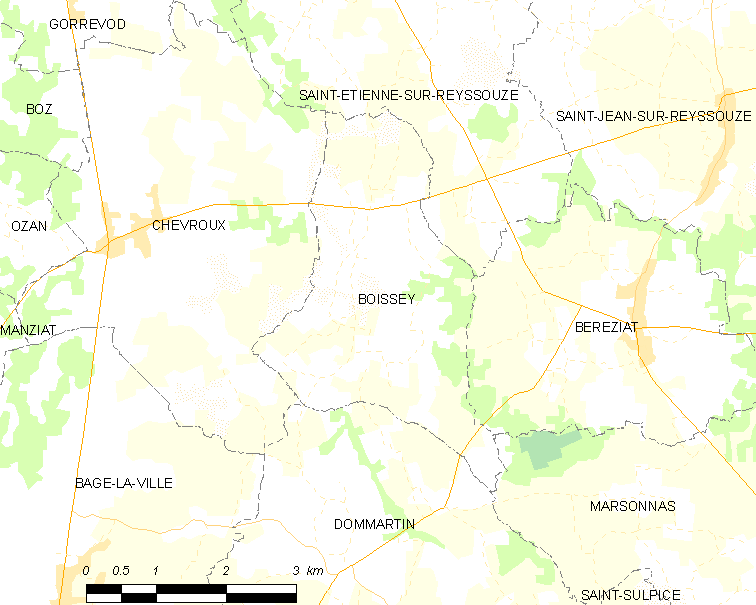
Карта коммуны